# Epiphile inca
Epiphile inca är en fjärilsart som beskrevs av Le Cerf 1926. Epiphile inca ingår i släktet Epiphile och familjen praktfjärilar. Inga underarter finns listade i Catalogue of Life.